# Khagrachhari
För andra betydelser, se Khagrachhari (olika betydelser).
Khagrachhari är en ort i Bangladesh.   Den ligger i provinsen Chittagong, i den östra delen av landet, 170 km öster om huvudstaden Dhaka. Khagrachhari ligger 47 meter över havet och antalet invånare är 50 364.
Terrängen runt Khagrachhari är platt åt nordost, men åt sydväst är den kuperad. Det finns inga andra samhällen i närheten.
I omgivningarna runt Khagrachhari växer huvudsakligen savannskog. Runt Khagrachhari är det tätbefolkat, med 493 invånare per kvadratkilometer. Tropiskt monsunklimat råder i trakten. 